# Archips
Archips är ett släkte av fjärilar som beskrevs av Jacob Hübner 1825. Archips ingår i familjen vecklare.

## Bildgalleri

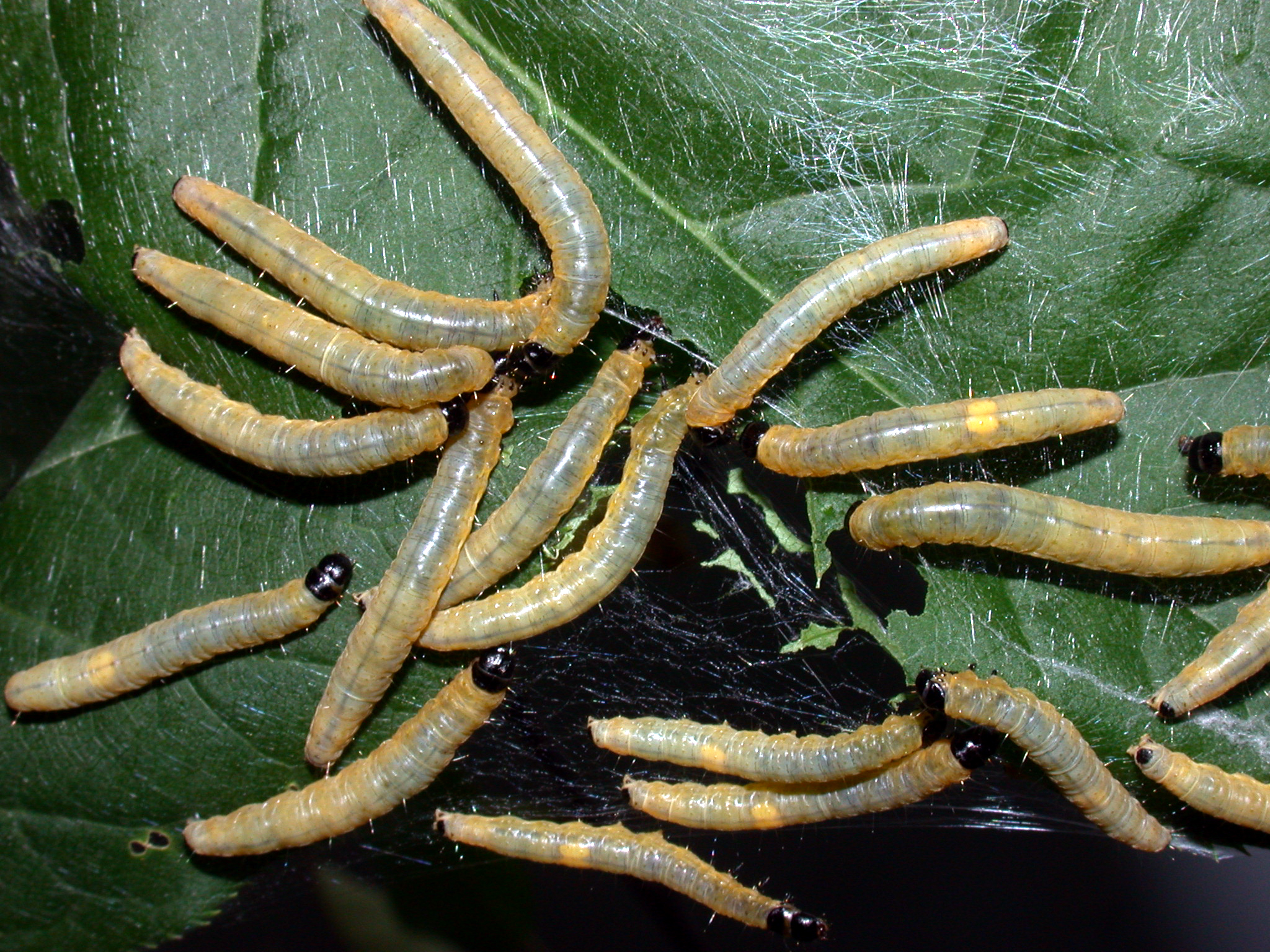
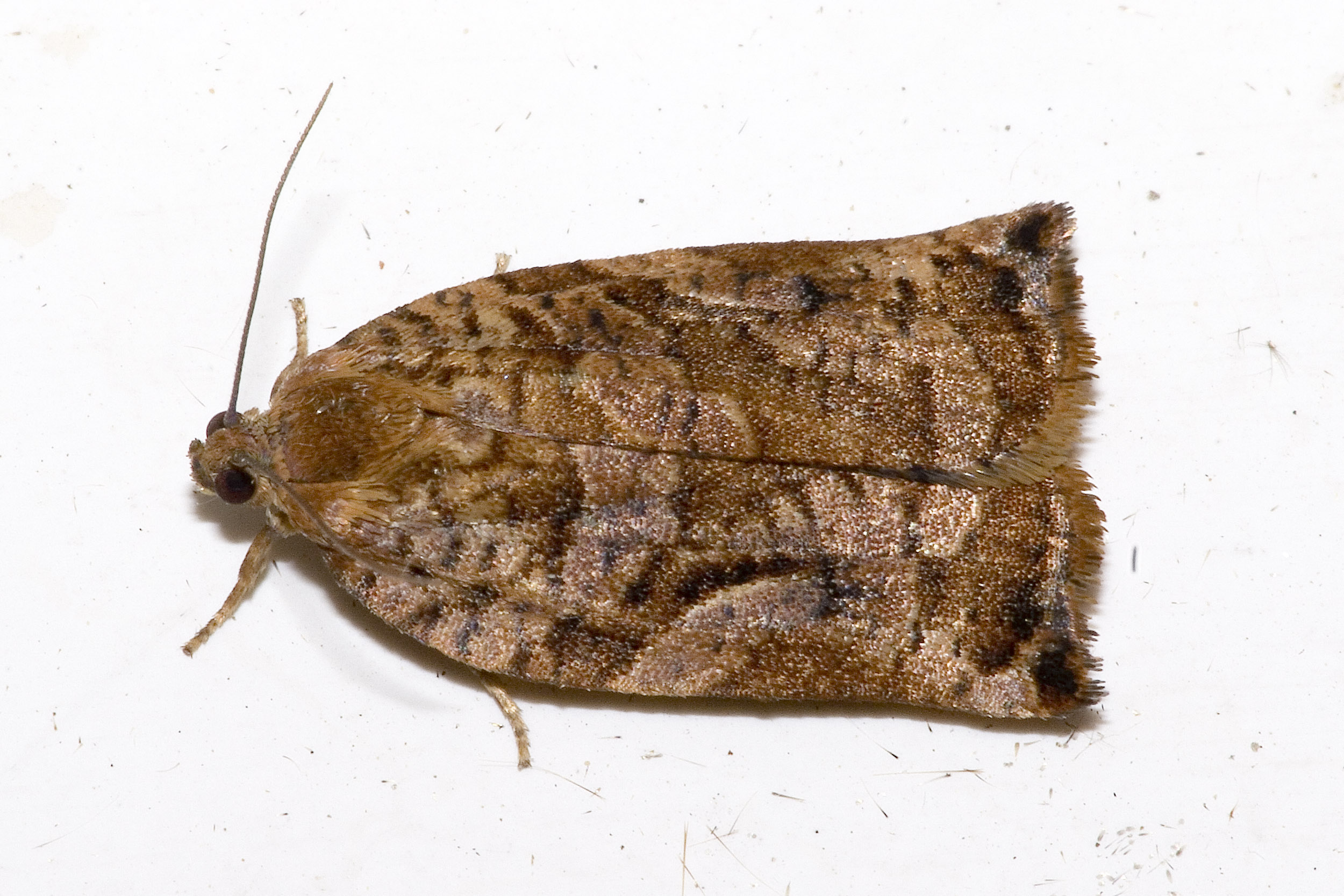
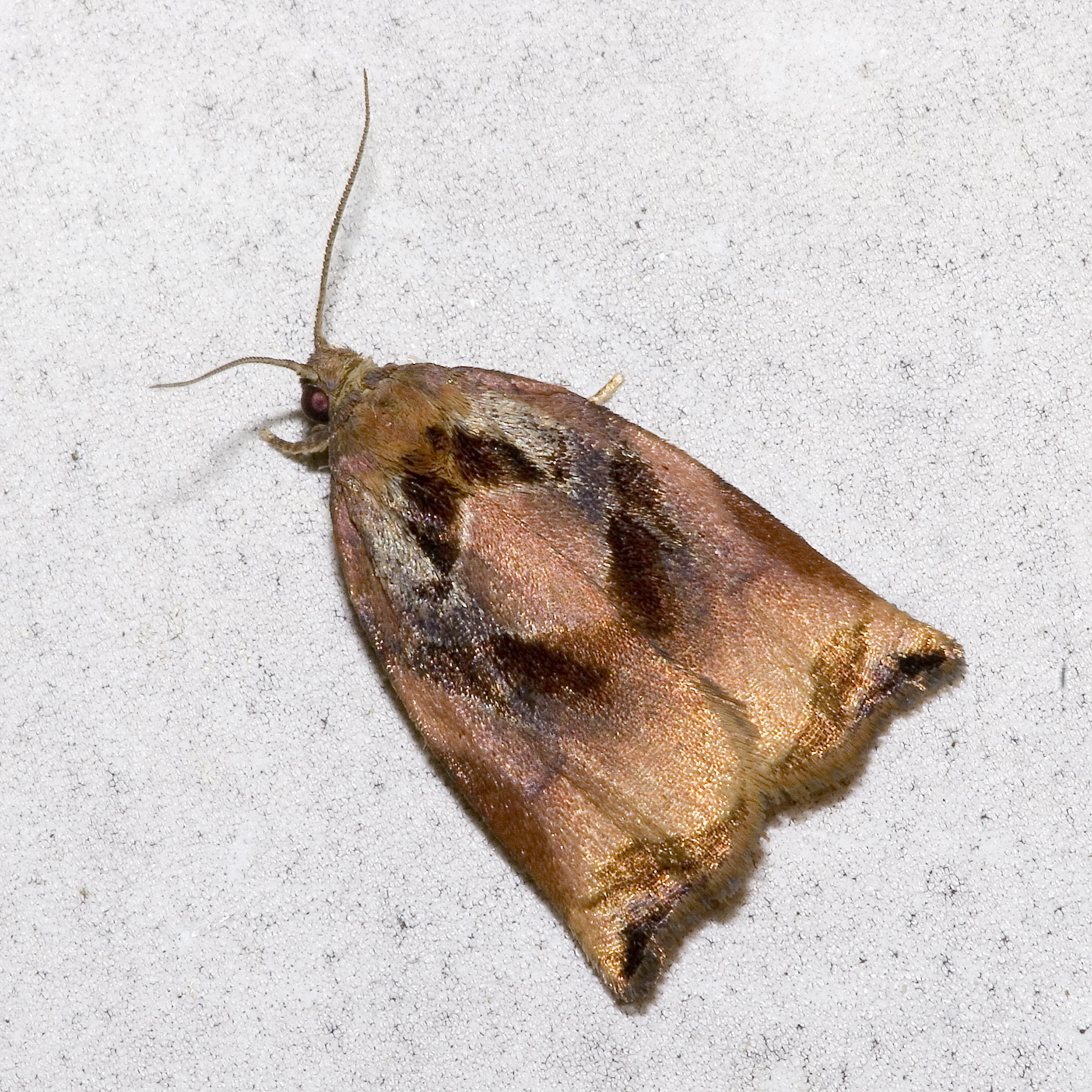
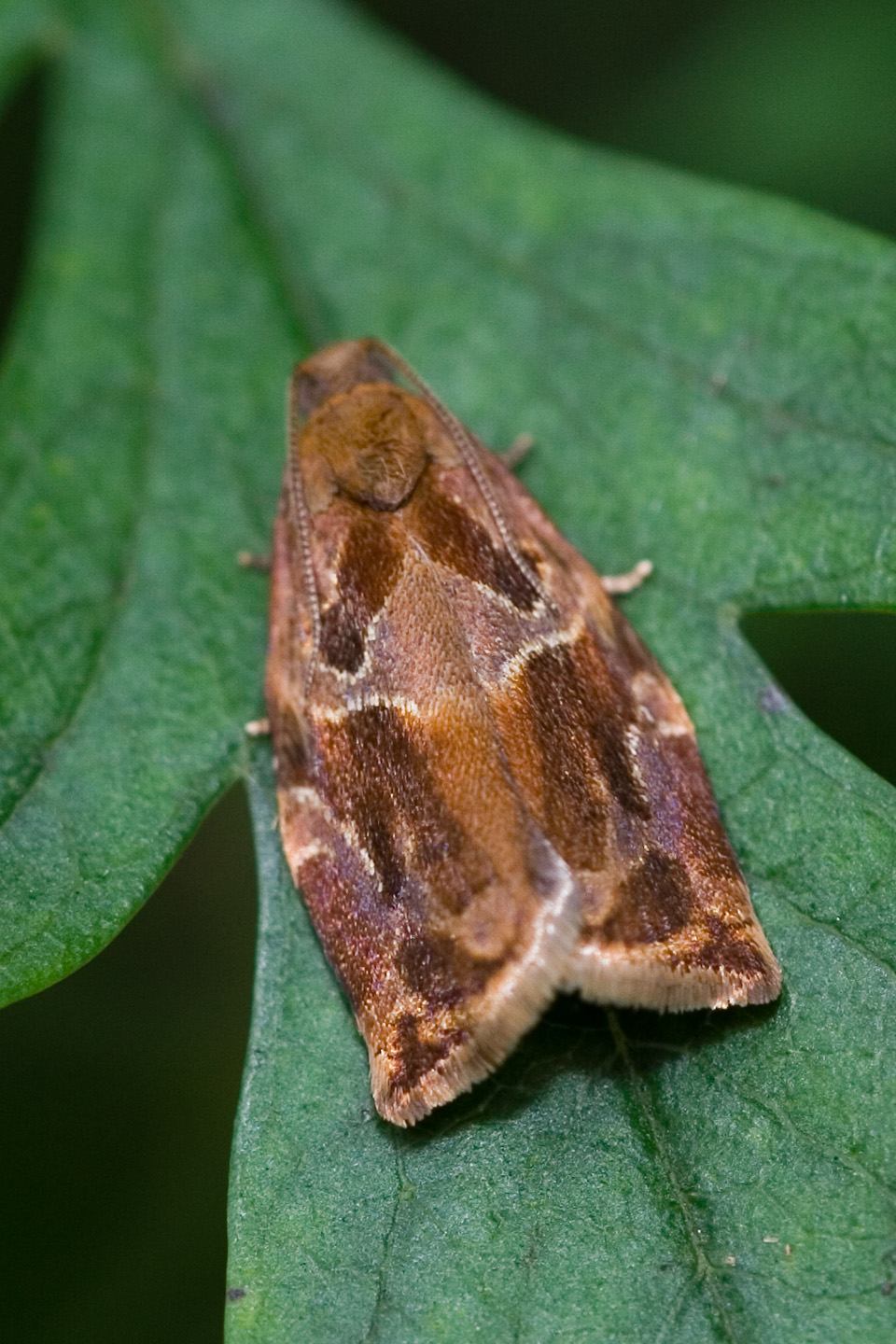

## Dottertaxa tillArchips, i alfabetisk ordning[1][2]
- Archips abiephaga
- Archips abietis
- Archips abscisana
- Archips acerana
- Archips adornatus
- Archips aequiflexa
- Archips albatus
- Archips alberta
- Archips alcmaeonis
- Archips alleni
- Archips ameriana
- Archips aperta
- Archips arcanus
- Archips argutus
- Archips argyrospila
- Archips asiaticus
- Archips atrolucens
- Archips audax
- Archips australana
- Archips avellana
- Archips barlowi
- Archips bathyglypta
- Archips betulana
- Archips biforata
- Archips binigrata
- Archips brachytoma
- Archips branderiana
- Archips brauniana
- Archips brevicervicus
- Archips breviplicana
- Archips capsigerana
- Archips cerasivorana
- Archips ceylonicus
- Archips characterana
- Archips cinnamomea
- Archips citimus
- Archips clivigera
- Archips columbiana
- Archips compacta
- Archips compitalis
- Archips confluens
- Archips congenerana
- Archips contemptrix
- Archips coreensis
- Archips crataegana
- Archips cratista
- Archips cremnobates
- Archips criticana
- Archips davisi
- Archips decretana
- Archips densana
- Archips dichotoma
- Archips dierli
- Archips dispilana
- Archips dispositana
- Archips dissimilana
- Archips dissitana
- Archips ecclisis
- Archips eductana
- Archips eleagnana
- Archips elongatus
- Archips emitescens
- Archips endoi
- Archips enodis
- Archips epicyrta
- Archips eucroca
- Archips eupatris
- Archips euryplintha
- Archips excurvata
- Archips eximius
- Archips expansa
- Archips expleta
- Archips fervidana
- Archips flaccidana
- Archips formosanus
- Archips fraterna
- Archips fulvana
- Archips fumosus
- Archips furvana
- Archips fuscana
- Archips fuscocupreanus
- Archips gelophodes
- Archips georgiana
- Archips gilvana
- Archips grisea
- Archips gurgitana
- Archips gyraleus
- Archips heliaspis
- Archips hemixantha
- Archips hermanniana
- Archips hewittana
- Archips hybernana
- Archips ignescana
- Archips immersana
- Archips impervia
- Archips inanis
- Archips infumatana
- Archips ingentana
- Archips inopinatana
- Archips insulanus
- Archips ishidaii
- Archips isocyrta
- Archips issikii
- Archips kellerianus
- Archips labyrinthopa
- Archips laevigana
- Archips limatus
- Archips lintneriana
- Archips machlopis
- Archips magnifica
- Archips magnoliana
- Archips mansueta
- Archips menotoma
- Archips meridionalis
- Archips micaceana
- Archips mimicus
- Archips mortuana
- Archips myricana
- Archips myrrhophanes
- Archips nebulana
- Archips negundana
- Archips nigricaudana
- Archips nigriplagana
- Archips nuptana
- Archips obliquana
- Archips obscura
- Archips occidentalis
- Archips ochracea
- Archips ochrostoma
- Archips opiparus
- Archips oporana
- Archips orientalis
- Archips orientana
- Archips oxyacanthana
- Archips pachyvalvus
- Archips packardiana
- Archips pallens
- Archips paludana
- Archips paredraea
- Archips paterata
- Archips pensilis
- Archips peratratus
- Archips philippa
- Archips piceana
- Archips podana
- Archips polygraphana
- Archips pomivora
- Archips pruneticola
- Archips pulchra
- Archips punctiseriata
- Archips punicae
- Archips purpurana
- Archips purpuratus
- Archips pyrastrana
- Archips qinghai
- Archips quinquenotata
- Archips recurvana
- Archips rileyana
- Archips roborana
- Archips rosaceana
- Archips rosana
- Archips rubromaculata
- Archips rudy
- Archips sarcostega
- Archips sauberiana
- Archips sayonae
- Archips secura
- Archips securiferana
- Archips seditiosa
- Archips semiferanus
- Archips seminubila
- Archips semistructa
- Archips shibatai
- Archips similis
- Archips solida
- Archips spinatus
- Archips splendana
- Archips stapiana
- Archips stenoptycha
- Archips strianus
- Archips strigopterus
- Archips strojny
- Archips subrufana
- Archips subsidiaria
- Archips symmetra
- Archips tabescens
- Archips taiwanensis
- Archips termias
- Archips testaceana
- Archips tharsaleopa
- Archips thysanoma
- Archips transcutata
- Archips tsuganus
- Archips unimaculata
- Archips ursina
- Archips vagrans
- Archips wallacei
- Archips variana
- Archips weixienus
- Archips westriniana
- Archips viola
- Archips vividana
- Archips v-signatana
- Archips vulpeculana
- Archips xanthophilana
- Archips xylosteana
- Archips yunnanus